# Zeleni legvan
Zelêni legván (znanstveno ime Iguana iguana) živi v toplejših tropskih predelih Južne in Srednje Amerike. Njegovo življenjsko okolje je v drevesnih krošnjah, všeč mu je bližina voda, rad se kopa in je dober plavalec. Tudi pred morebitnimi napadalci se zateče v vodo, ubrani se tudi z močnim udarcem repa ali z ugrizom. Spada med večje kuščarje, saj lahko samec zraste v dolžino do 220 cm in tehta do 4 kg, samička zraste nekoliko manj, do 1.5 m in tehta do 3 kg. Od tega odpadeta na rep kar dve tretjini dolžine. Zeleni legvan je vegetarijanec, prehranjuje se izključno z rastlinsko hrano. Na pogled, dokler živali niso odrasle, glede barve in zunanjih značilnosti ni posebnih razlik med spoloma.
Zaradi uničevanja njihovega življenjskega okolja in predvsem zaradi izvoza v Severno Ameriko ter Evropo, kjer živijo kakor hišni ljubljenčki, sodi legvan med zaščitene in ogrožene živali, kar pomeni da jih je prepovedano loviti, trgovati z njimi in z njihovimi jajci. Samička izleže od 10 do 15 jajc , iz katerih se izvalijo mladiči. Žal v nekaterih državah še zmeraj veljajo za kulinarično specialiteto.

## Zunanji izgled in značilnosti

### Koža
Kožo prekrivajo roževinaste luske. Obarvana je v mnogih odtenkih zelene, rjave in modre brve. Koža je prožna in zadržuje vodo. Ob levitvi legvan odvrže zgornjo odmrlo plast kože po delih in ne v celoti. Na otip je luskasta koža suha in hrapava. Levi se vsaka luska posebej ali pa po več skupaj.

### Rep
Rep je dolg okoli dve tretjini legvanove dolžine. Služi v različne namene: pomaga pri plezanju in plavanju, z njim krmari ter se poganja v vodi, na drevesih uravnava ravnotežje. Rep lahko tudi odvrže. Kasneje rep ponovno zraste. Služi tudi v obrambne namene, saj z njim lahko nasprotnika udari. Pri starejših zraste počasneje kot pri mlajših.

### Okončine
Legvan ima dva para okončin, ki imajo vsaka po pet prstov, ki se zaključujejo z ostrimi kremplji. Slednji jim pomagajo pri plezanju, praskanju ... Zadnji dve okončini imata na spodnji strani stegnenic stegnenične pore, ki odraslim osebkom služijo za označevanje teritorija. Samec ima po navadi večje in vidnejše stegnenične pore. V času parjenja jim iz por poženejo kaveljčki.

### Kloaka
Kloaka ali stok je skupna odprtina za sečno-prebavne in spolne poti v predelu med zadnjima okončinama ob korenu repa. Pri samicah je globlja kot pri samcih.

### Podbradek
Podbradek sega od konca vratu do brade. Je kožna guba, s katero legvan uravnava telesno temperaturo. Služi tudi za sporazumevanje; legvan lahko kožno gubo razpre ali stisne k sebi.

### Vrat
Legvani imajo močan, a kratek vrat. Na njem so roževinasti trni, ki se nadaljujejo po telesni dolžini tudi po repu, le da so od vratu navzdol zmeraj manjši.

### Ušesa
Ušesi se nahajata na začetku vratu, prekriva ju tanka membrana - bobnič, ki je precej nezavarovan, za razliko od sesalcev kjer je bobnič v notranjosti ušesa. Legvani slišijo dobro in se hitro odzovejo na njim tuje zvoke. Imajo zelo občutljiva ušesa, ki zaznajo zvok drugega legvana na 10 milj.

### Oči
Oči niso izrazito velike. So različnih barv, od rjave vse do zlatobronaste, odvisno od posamezne živali. Podnevi vidijo zelo dobro, ločijo barve in se zanašajo na svoj vid, ponoči vidijo slabše.
Temensko ali tretje oko izgleda kot brezbarvna ovalna luska. S tem očesom legvani ne morejo zaznavati barv in ne omogoča ostrega vida. Z njim razločijo le temo in svetlobo, razločijo padanje senc - prekinitev svetlobe, kar služi zlasti kot obramba pred plenilci.

### Nos
Legvan ima dve nosnici, v katerih je organ za voh. Legvani tudi kihajo, s kihanjem izločajo odvečno sol iz telesa, kar jim omogočajo solne žleze. Legvani imajo dober voh.

### Usta in ustna votlina
Rob ust je prekrit z nekoliko večjimi luskami. Ustna votlina je rožnate barve; v njej se nahaja jezik, ki je na koncu temnejše rdeče barve z lepljivimi snovmi. Pomaga jim pri hranjenju. Z njim tudi okušajo ter vohajo. Legvan ima dokaj močne čeljusti, na katerih se nahaja tudi do 120 majhnih zobkov, ostrih kakor britev. Rastejo neprenehoma in se tako obnavljajo.

## Značaj
Zeleni legvan je karakterno močna žival, a se značaj razlikuje od živali do žival. Je samotar in individualist, deluje nagonsko in refleksno. Potrebuje sonce, rastline in vodo.
Vsekakor po naravi ni domača žival in človekov sopotnik skozi mnoga leta, kakor na primer pes ali mačka. Kot domače živali ne jemljemo legvanov iz divjine, marveč živali od priznanega in preverjenega vzgojitelja. Pomembno je zavedanje bodočega lastnika, da legvan ob pravilni oskrbi in negi doseže znatno velikost. Za njihovo socializacijo je potrebno veliko potrpljenja in znanja. Legvani so zelo teritorialni.